# Бірка і Гувгорден
Бірка і Гувгорден  — давні поселення VIII-X ст. на островах Бйорко та Адельсьо, озеро Меларен, Швеція.

## Світова спадщина
Міста були включені у список Всесвітньої спадщини ЮНЕСКО в 1993 році. В пояснювальній записці зазначено, що:
| Ліві лапки | Комплекс свідчить про розвиток торгових відносин в Європі за часів вікінгів, а також про вплив Бірки та Гувгордена на всю подальшу історію Скандинавії | Праві лапки |

Зазначеється також, що Бірка — розташування першого християнського поселення на території Швеції, заснованного у 831 році.